# Елева (Вісконсин)
Елева (англ. Eleva) — селище (англ. village) в США, в окрузі Тремполо штату Вісконсин. Населення — 685 осіб (2020).

## Географія
Елева розташована за координатами 44°34′36″ пн. ш. 91°28′13″ зх. д. / 44.57667° пн. ш. 91.47028° зх. д. (44.576566, -91.470254).  За даними Бюро перепису населення США в 2010 році селище мало площу 1,55 км², з яких 1,50 км² — суходіл та 0,05 км² — водойми.

## Демографія
Згідно з переписом 2010 року, у селищі мешкало 670 осіб у 292 домогосподарствах у складі 181 родини. Густота населення становила 433 особи/км².  Було 305 помешкань (197/км²).
Расовий склад населення:
| - 97,9 % — білих - 0,3 % — азіатів - 0,1 % — корінних американців |

До двох чи більше рас належало 0,9 %. Частка іспаномовних становила 1,3 % від усіх жителів.
За віковим діапазоном населення розподілялося таким чином: 24,5 % — особи молодші 18 років, 57,9 % — особи у віці 18—64 років, 17,6 % — особи у віці 65 років та старші. Медіана віку мешканця становила 39,5 року. На 100 осіб жіночої статі у селищі припадало 94,8 чоловіків;  на 100 жінок у віці від 18 років та старших — 90,2 чоловіків також старших 18 років.
Середній дохід на одне домашнє господарство  становив 50 836 доларів США (медіана — 43 942), а середній дохід на одну сім'ю — 61 869 доларів (медіана — 52 143). Медіана доходів становила 41 786 доларів для чоловіків та 37 083 долари для жінок. За межею бідності перебувало 9,0 % осіб, у тому числі 11,1 % дітей у віці до 18 років та 8,3 % осіб у віці 65 років та старших.
Цивільне працевлаштоване населення становило 375 осіб. Основні галузі зайнятості: освіта, охорона здоров'я та соціальна допомога — 21,6 %, виробництво — 17,9 %, роздрібна торгівля — 11,5 %, транспорт — 10,7 %.